# Мерси-ле-О
Мерси́-ле-О (фр. Mercy-le-Haut) — коммуна во французском департаменте Мёрт и Мозель, региона Лотарингия. Относится к  кантону Одюн-ле-Роман.	

## География
Мерси-ле-О расположен в 38 км к северо-западу от Меца. Бывшая деревня Будрези, находившаяся на западе от Мерси-ле-О, сейчас присоединена к последнему. Соседние коммуны: Одюн-ле-Роман на востоке, Малавиллер на юго-востоке, Мюрвиль на юге, Прётен-Иньи и Ксиври-Сиркур на западе.

## Демография
Население коммуны на 2010 год составляло 247 человек.
| 1962 | 1968 | 1975 | 1982 | 1990 | 1999 | 2010 |
| ---- | ---- | ---- | ---- | ---- | ---- | ---- |
| 315  | 297  | 265  | 271  | 285  | 274  | 247  |

## Галерея

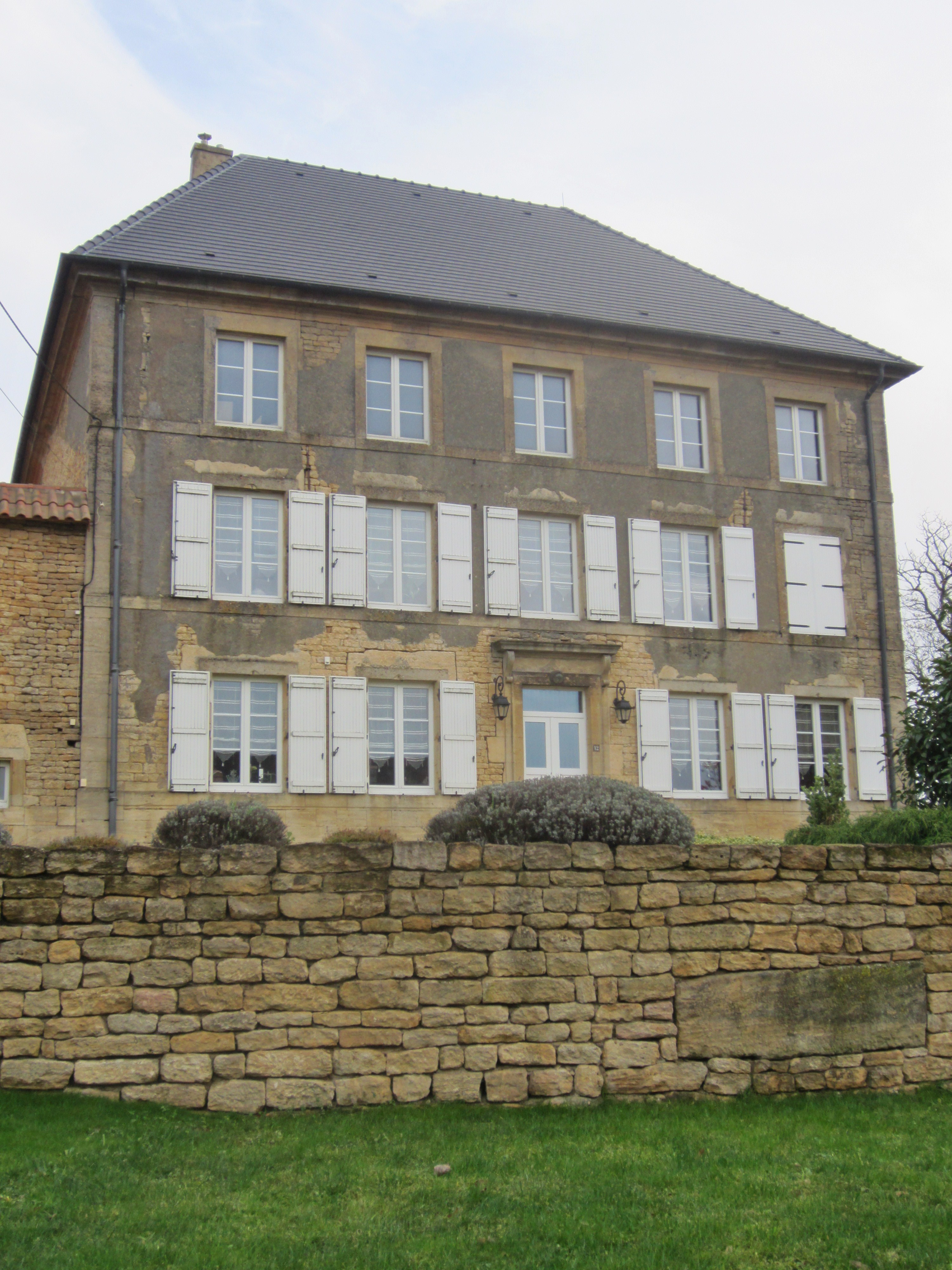
Дом, в котором родился Альбера Лебрена.
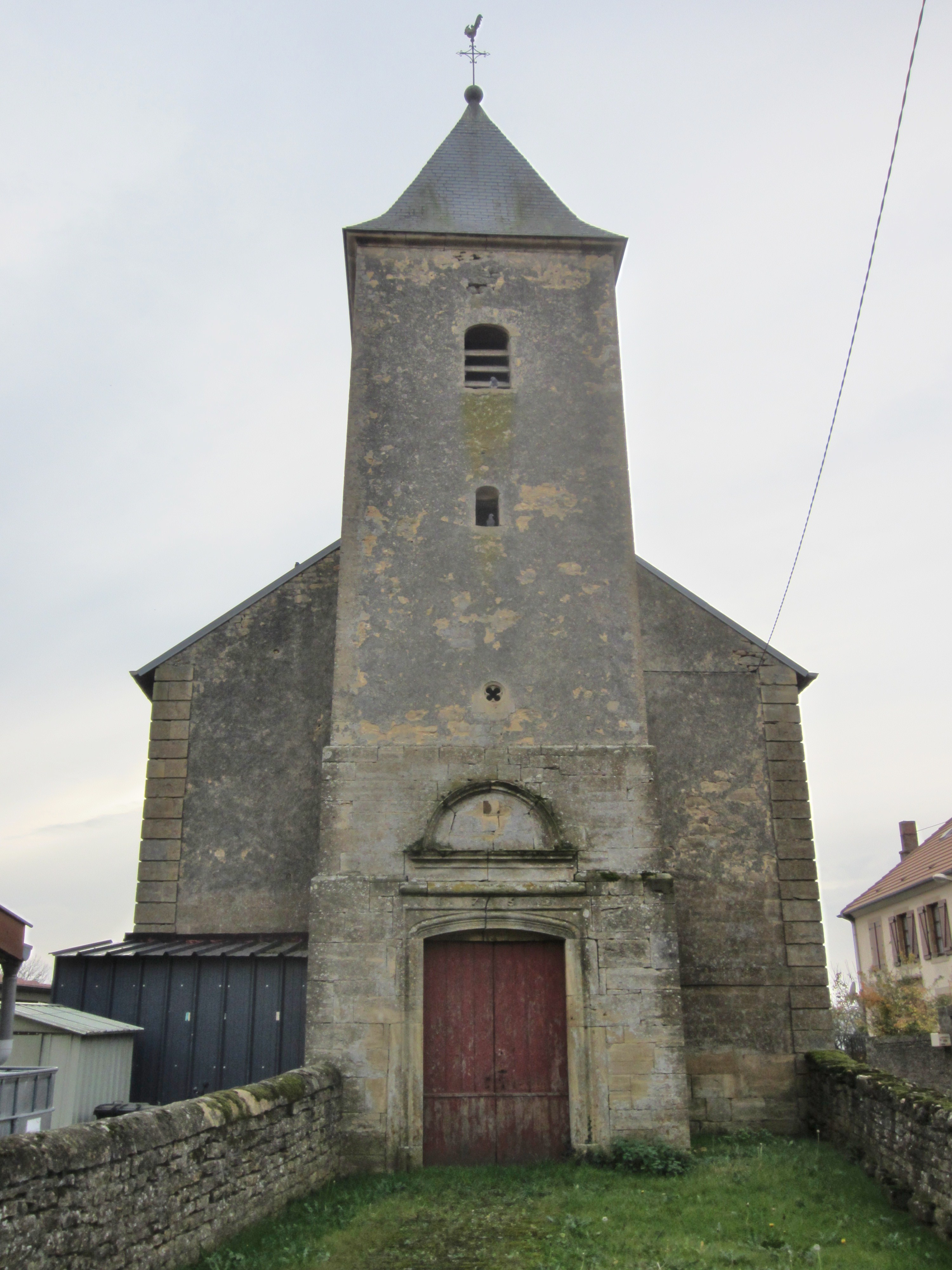
Церковь Деколасьон-де-Сен-Жан-Батист в Будрези.
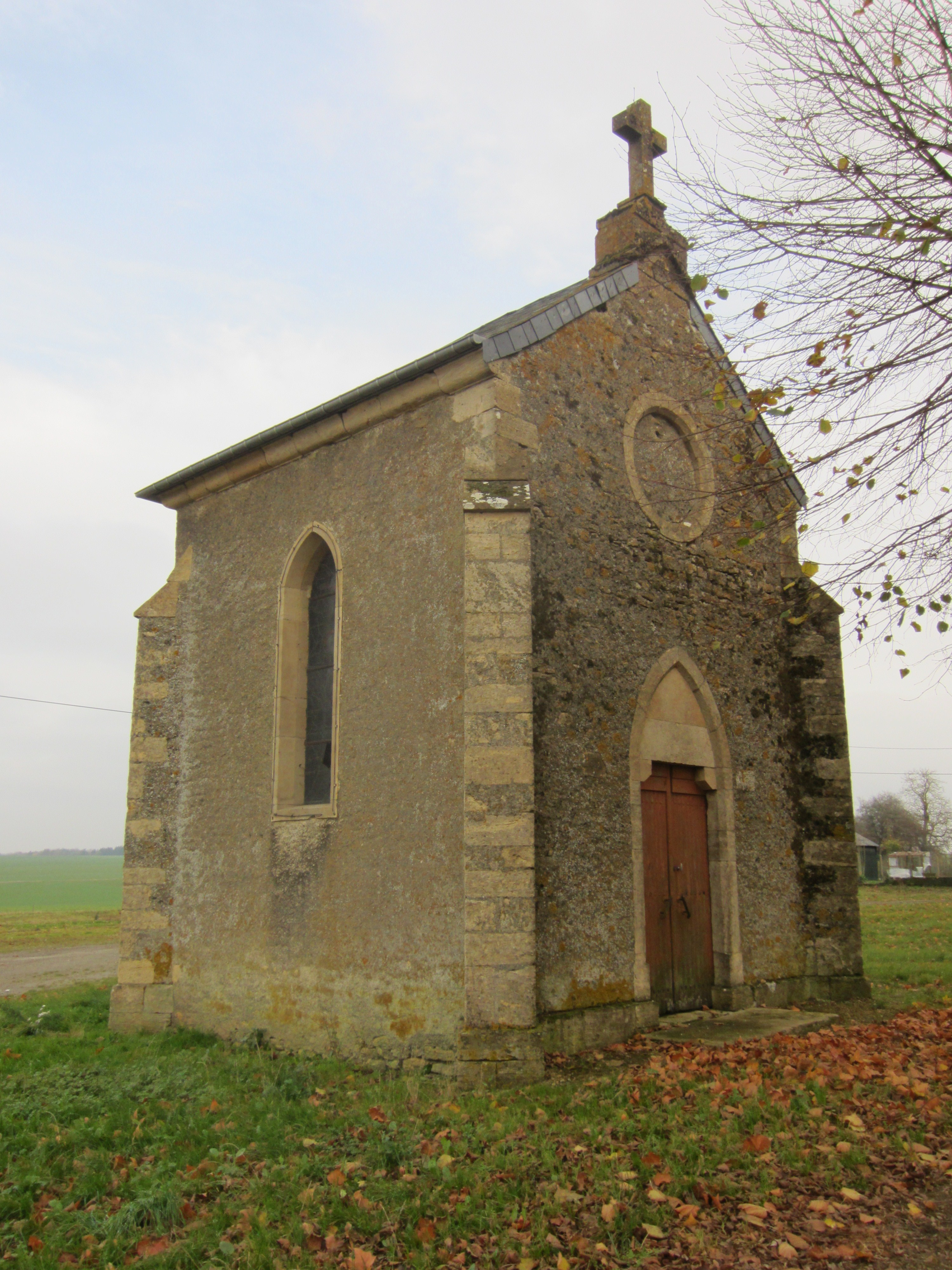
Часовня в Мерси-ле-О.
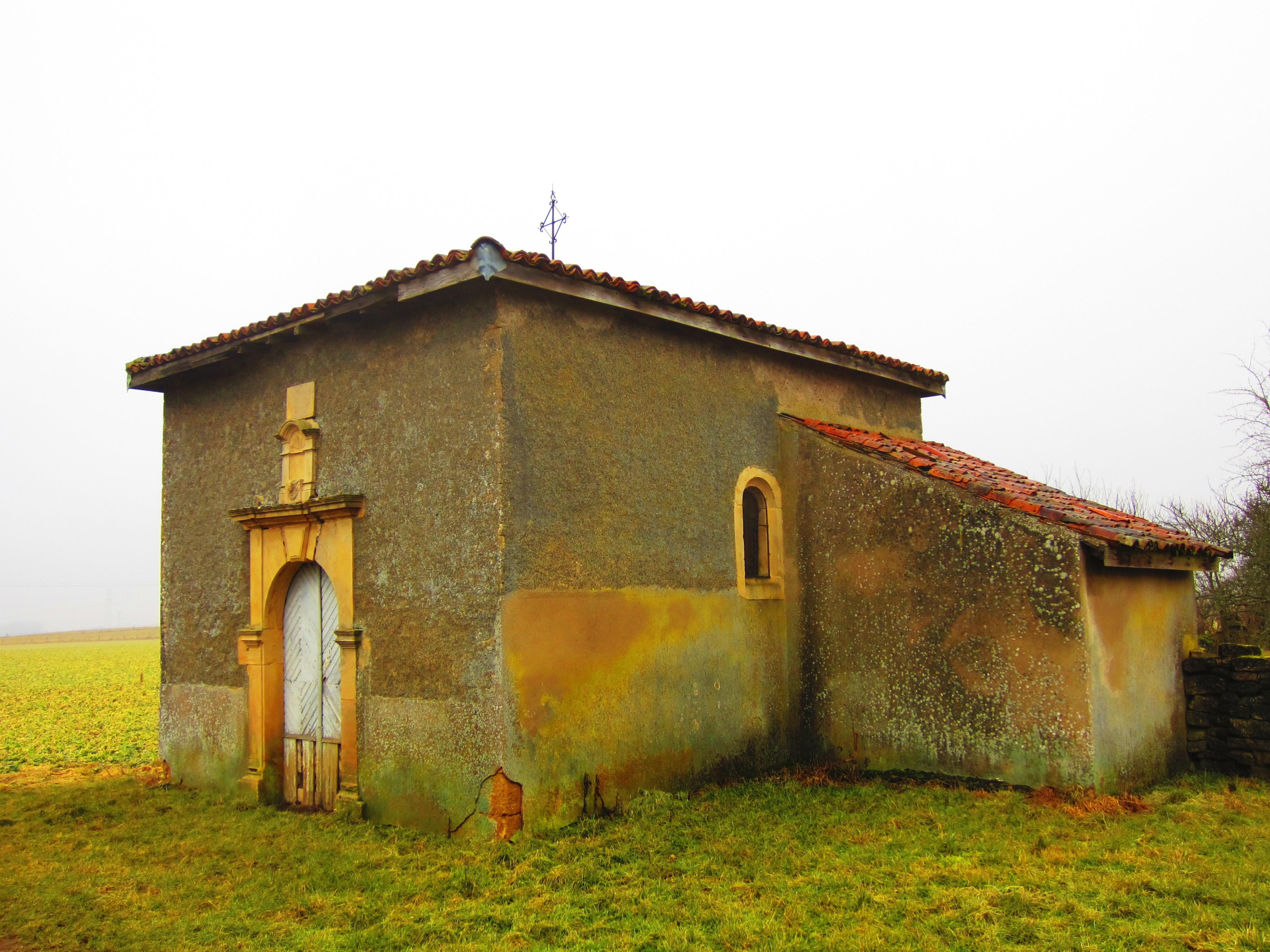
Часовня в Будрези.